# Пухали-Нові
Пухали-Нові (пол. Puchały Nowe) — село в Польщі, у гміні Бранськ Більського повіту Підляського воєводства.
Населення — 57 осіб (2011).
У 1975-1998 роках село належало до Білостоцького воєводства.

## Демографія
Демографічна структура станом на 31 березня 2011 року:
|          | Загалом | Допрацездатний вік | Працездатний вік | Постпрацездатний вік |
| -------- | ------- | ------------------ | ---------------- | -------------------- |
| Чоловіки | 30      | 5                  | 19               | 6                    |
| Жінки    | 27      | 4                  | 15               | 8                    |
| Разом    | 57      | 9                  | 34               | 14                   |